# École-Valentin
École-Valentin település Franciaországban, Doubs megyében. Lakosainak száma 2620 fő (2022. január 1.). École-Valentin Châtillon-le-Duc és Pirey községekkel határos.

## Népesség
A település népességének változása:
| Lakosok száma | 586  | 1240 | 1860 | 2298 | 2336 | 2476 | 2609 | 2633 | 2703 | 2620 |
|               | 1968 | 1982 | 1990 | 2006 | 2013 | 2015 | 2017 | 2019 | 2020 | 2022 |